# Adolf Meyer (Ingenieur)
Adolf Meyer (* 27. Oktober 1880 in Bülach; † 10. November 1965 in Küsnacht) war ein Schweizer Maschinenbau-Ingenieur mit über 90 deutschen Reichspatenten. Bekannt wurde er als Chefentwickler der ersten kommerziell nutzbaren Gasturbine.

## Leben
Adolf Meyer wurde 1880 in Bülach geboren und wuchs zusammen mit einer Schwester und einem Bruder in Zürich auf. Nach einer Schlosserlehre studierte er von 1899 bis 1903 am Eidgenössischen Polytechnikum (ETH), wo er mit dem Diplom eines Elektroingenieurs abschloss. Er nahm bei Professor Meyer-Schweizer eine Assistentenstelle an und trat in engen Kontakt mit Professor Aurel Stodola.
Nach kurzer Tätigkeit in Lissabon, London und Nürnberg trat Meyer im April 1907 bei Brown, Boveri & Cie. (BBC) ein. 1909/10 leitete er als Oberingenieur der Ludwig von Roll’schen Eisenwerke die Montage der Hochofenanlage in Choindez (Gemeinde Courrendlin) und kehrte im Herbst wieder zur BBC zurück. Nacheinander war er dort Vorstand der Abteilung für Kondensatoren, Oberingenieur der Abteilung für Dampfturbinen und ab April 1923 bis 1946 Direktor der thermischen Abteilung. Er verantwortet eine Vielzahl von Studien zur Verbesserungen an Dampfturbinen bis hin zu der 1929 nach Amerika gelieferten 165-MW-Grossturbine für die Zentrale Hellgate der New York Edison Company.
Seit dem Ende des 19. Jahrhunderts hatte man in vielen Unternehmen versucht, Lösungen für brauchbare Gasturbinen zu finden. So erschien 1903 die erste Auflage von Stodolas Standardwerk «Über Dampf- und Gasturbinen» und 1905 entwickelte Hans Holzwarth eine diskontinuierlich arbeitende «Verpuffungs-Gasturbine».
Adolf Meyer ordnete ab 1928 bei der BBC einen massiven Einsatz zur kommerziellen Verwirklichung von Gasturbinen an. Zuerst wurden Axialkompressoren nach modernsten Erkenntnissen entwickelt. Ausserdem nutzte er die Fortschritte in der Metallurgie, die erlaubten, bis zur Rotglut erhitzte Schaufelräder mechanisch hoch zu beanspruchen. 1939 konnte die BBC die erste marktreife Industriegasturbine der Welt präsentieren. Diese Gasturbine für die Energieversorgung der Stadt Neuenburg brachte eine Leistung von 4 MW bei einem Wirkungsgrad von 17,4 % und löste eine Spitzenlast-Dampfturbine ab. Die Gasturbine Neuenburg war von 1939 bis 2002 als Notstromgruppe der Stadt in Betrieb. Sie ist seit 2006 als restauriertes Ausstellungsobjekt auf dem Alstom-Firmengelände in Birr zu sehen.
Ausserdem engagierte sich Adolf Meyer für die Entwicklung von Lokomotivgasturbinen und baute je einen Prototyp für die Schweiz und für Grossbritannien. 1940 konnte er die unter seiner Leitung für die SBB konstruierte «welterste Gasturbinen-Lokomotive» als Lokführer besteigen. Ingenieur Noack, einer seiner Mitarbeiter, entwickelte den Veloxkessel.
Bei BBC wählte man ihn in den Verwaltungsrat, in dem er elf Jahre lang wirkte. 1935 verlieh ihm das Stevens Institute of Technology in Hoboken (New Jersey) die Ehrendoktorwürde, ebenso 1941 die ETH. Zweimal erhielt er die «George Stephenson-Medaille» vom Institution of Mechanical Engineers in London für die beste Leistung des Jahres auf dem Gebiet des Maschinenbaus und er war seit 1950 Ehrenmitglied der American Academy of Arts and Sciences.
Im Jahr 1965 starb er in seinem Haus «Zur Haab» in Küsnacht am Zürichsee.
Adolf Meyer war verheiratet mit Georgette Meyer, geborene von Rotz, und hatte zwei Söhne, darunter der 1925 in Zürich geborene Mediziner und Lehrstuhlinhaber Adolf-Ernst Meyer.

## Ehrungen
- 1935: Ehrendoktorwürde des Stevens Institute of Technology in Hoboken, New Jersey
- 1941: Ehrendoktorwürde der Eidgenössischen Technischen Hochschule (ETH), Zürich